# Chiesa di San Giuseppe (Savona)
La chiesa di San Giuseppe sorge nella zona dell'Oltreletimbro del comune di Savona, in prossimità della stazione ferroviaria.

## Caratteristiche

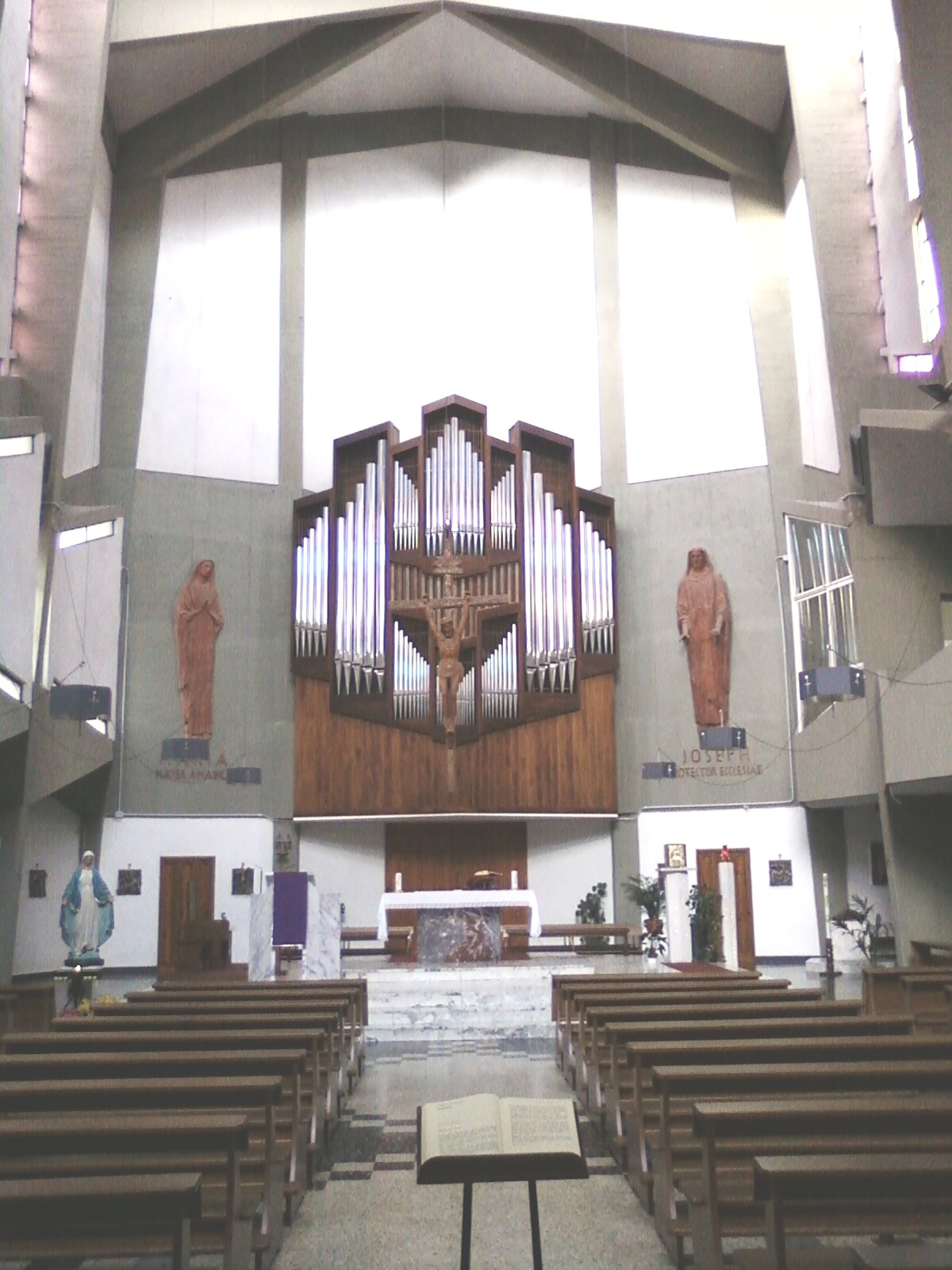
L'interno

La chiesa fu realizzata nella seconda metà del XX secolo su progetto dell'architetto Gaetano Sanguineti (Savona, 1921-1991) nel nuovo quartiere sorto intorno a piazza Martiri della Libertà e sviluppatosi in quegli anni. L'edificio ha uno stile moderno pur richiamando nella sua struttura una classica chiesa ad unica navata con accenno di cupola in prossimità del presbiterio. In facciata è posto un bassorilievo in ceramica, opera dell’artista savonese Renata Galbiati. Sospeso sopra all'altare si trova un imponente crocifisso ligneo.